# Ganz–Hunslet G2
A Ganz Hunslet G2 egy legendás, azonban végül sikertelen magyar fejlesztésű metrótípus. Beceneve: "Ábrahám".

## Története
A Ganz gyár készítette el (járműszerkezet Ganz-MÁVAG, villamos berendezések Ganz Villamossági Művek), de sorozatgyártásra műszaki és gazdasági okokból nem került sor. A tervezés 1983 elején kezdődött, de a későbbi gyártáshoz hasonlóan igen vontatottan haladt. A 6 kocsis prototípust a többször módosított szállítási határidőt 3 évvel túllépve, 1987 decemberében adták át, a forgalmon kívüli próbafutásokat jelentősen hátráltatta a Ganz vállalatok válsága. 1990 szeptember 14 állt utasforgalomba többnyire hétköznapokon, de visszatérő konstrukciós problémák miatt csak a naptári napok mindössze 66 százalékában állt rendelkezésre. A forgalmi próbaüzem befejeztével is kifejezetten alacsony volt a szerelvény futásteljesítménye: 70.000 km 1992 és 1994 között. Automatikus Vonatvezető Rendszerrel (AVR) nem lett ellátva, emiatt két fős személyzet vezette. Egy kisebb forgóváz sérülést követően, 1995 novemberében állították le. A prototípus egyedisége miatt az üzemben tartása nem volt gazdaságos, ezért az „új metró” ezután a Kőér utcai járműtelepen várta a sorsát. 2009-ben a hat kocsis motorvonat egy kocsija a szentendrei Városi Tömegközlekedési Múzeumba került, a többi kocsi a Kőér utcai járműtelepen maradt.

## Műszaki leírása
A szerelvényt formatervezési tervpályázaton alakították ki. A régi szovjet szerelvényekhez képest komfortosabb az utastere. A vonat szellőztetése a statikus szellőzés (orosz típusok) helyett gépi szellőzéssel lett ellátva. A kocsikban világítás is jobb volt a régebbi szerelvényekhez képest (250 lux), emellett a vonat előfűthető.
A szerelvény zajszintje a légrugóknak köszönhetően az orosz szerelvényekhez képest lényegesen halkabbnak bizonyult. Az ajtók szélesebbek, így megkönnyítik a fel- és leszállást. Az ajtók lengőtolóajtók, melyek zárt állapotban a szerelvénnyel egy síkot alkotnak, ami megkönnyíti a szerelvény tisztítását és sokkal kisebb a helyigényük, így a metrókocsik belseje is tágasabb, mint az orosz metrókocsiké. Az első és hátsó menekülőajtó nagymértékben hozzájárult a szerelvény átjárhatóságához és a vészhelyzetben történő gyors elhagyásához.
Műszaki oldalról azonban komoly kritikákat fogalmaztak meg a próbaüzem 1993-as zárójelentésében. Újra kellett volna tervezni a forgóvázat és a teljes hajtásláncot az egyenáramú szaggatótól a kerekekig. Megállapítást nyert, hogy növelendő a kocsiszekrény hajlítással szembeni inerciája, és további műszaki gondok mellett a Ganz vonat karbantartására is több munkaórát kellett fordítani, mint a hagyományos szovjet kocsikra.

## Galéria

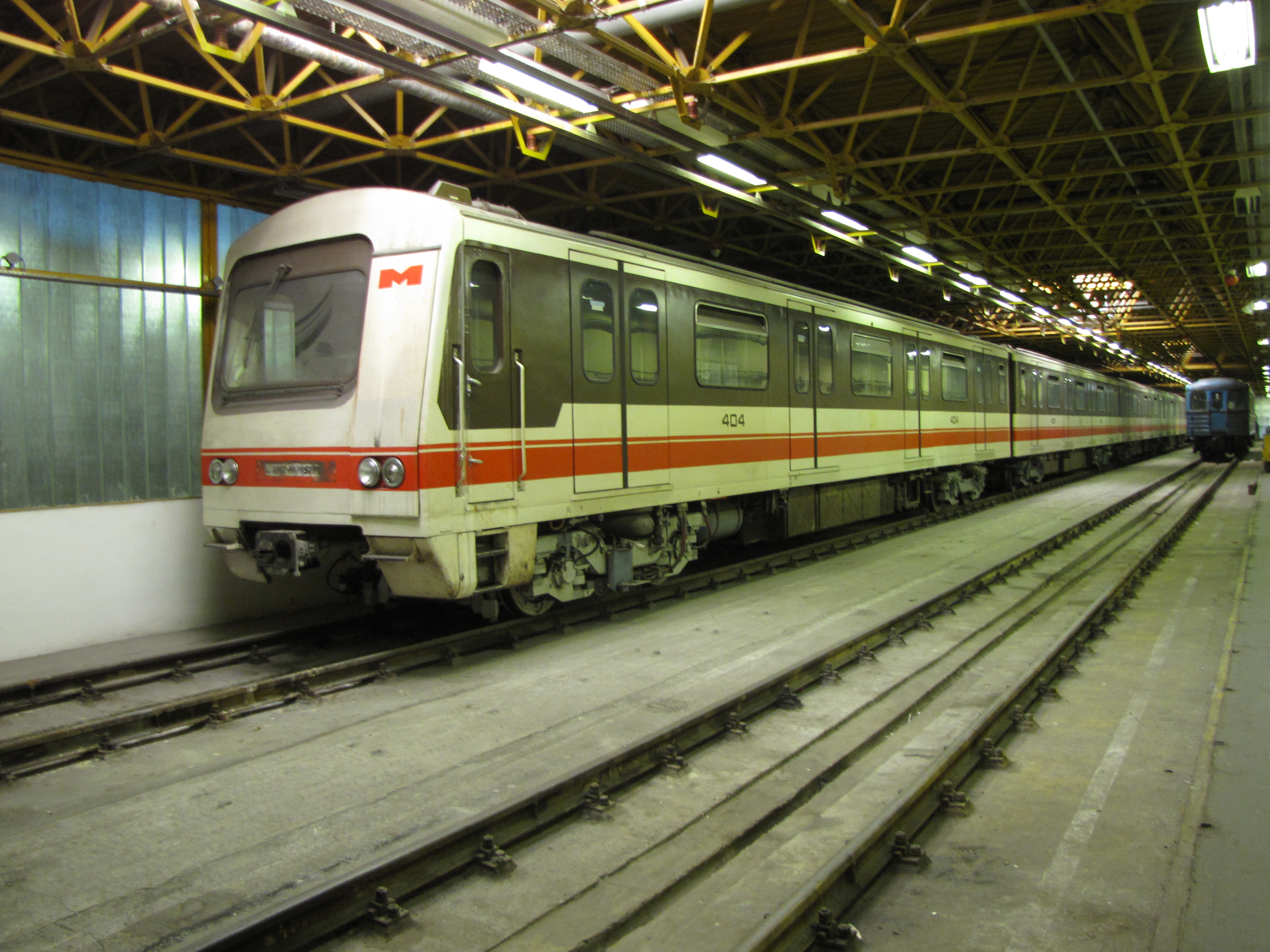
A Kőér utcai járműtelepen, még egészben
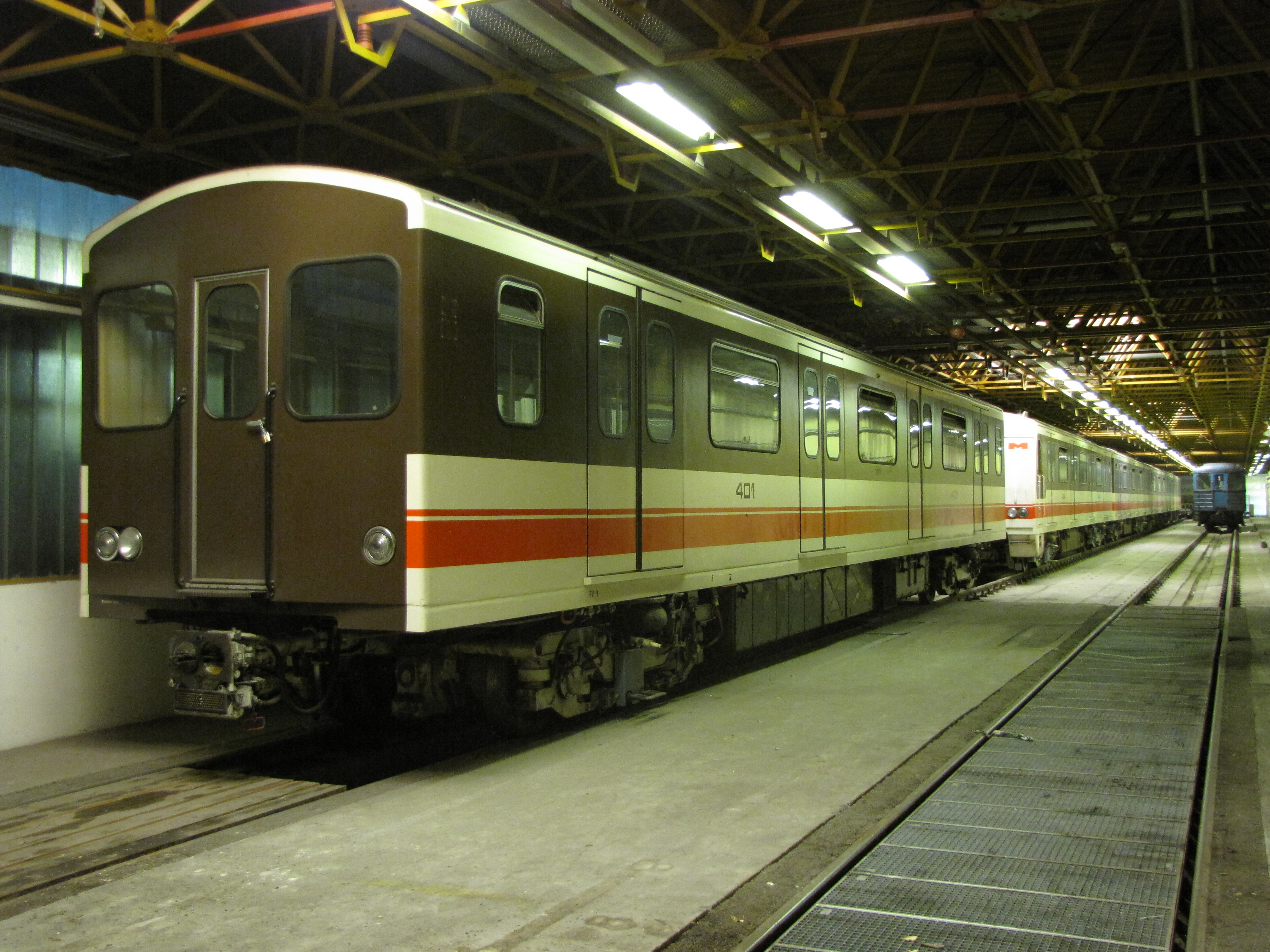
A Kőér utcai járműtelepen, már a 400-as kocsi nélkül
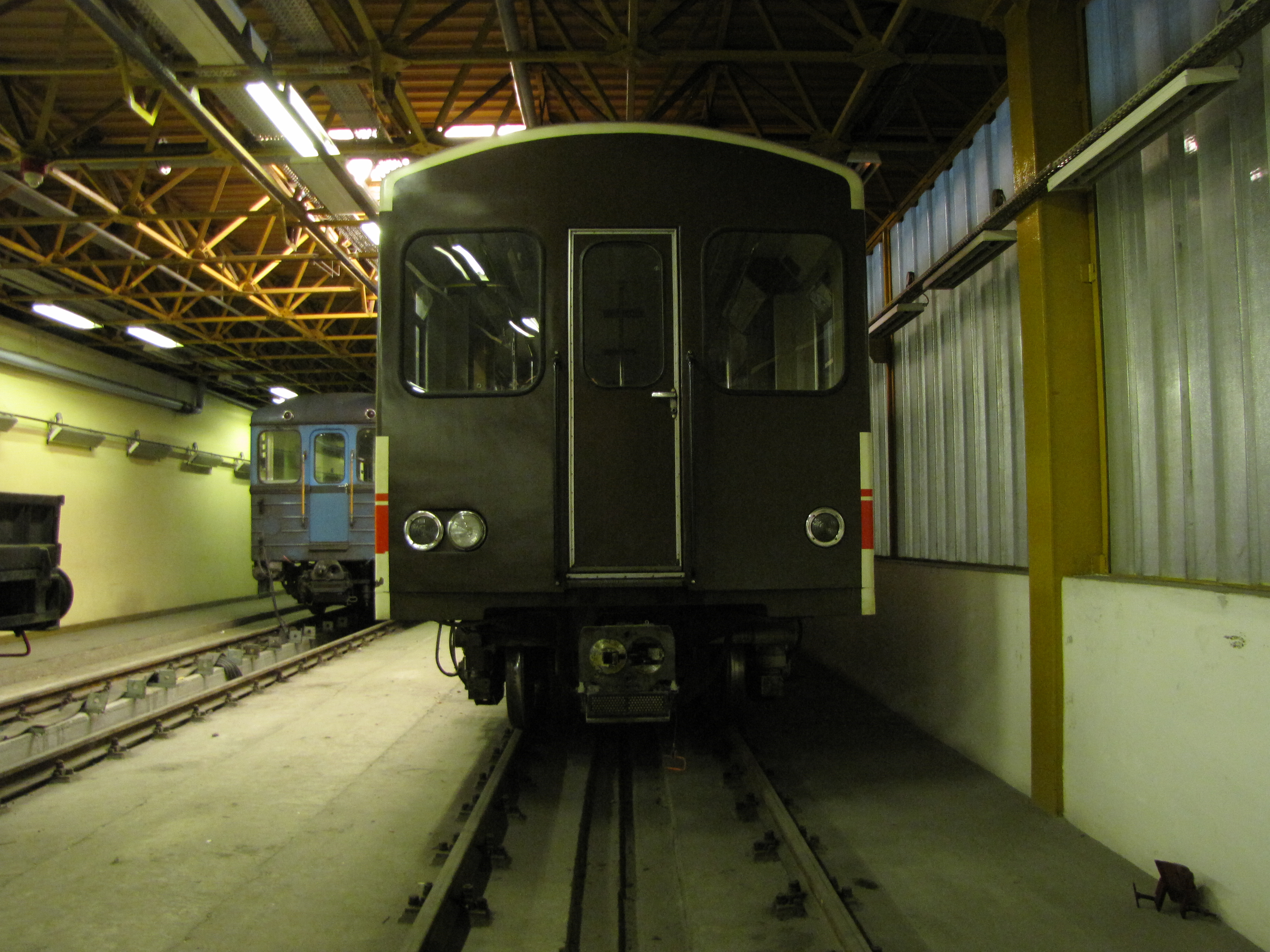
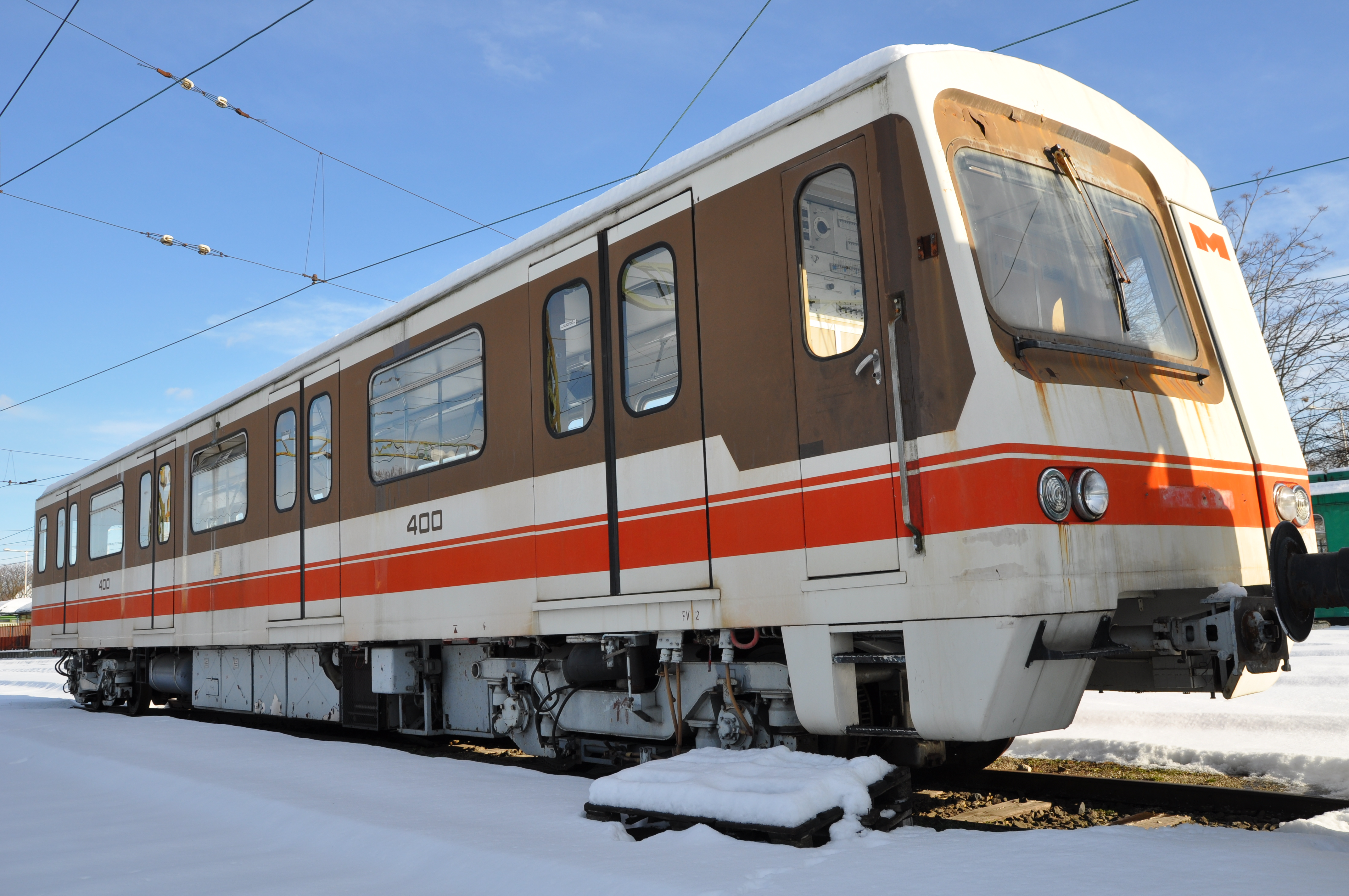
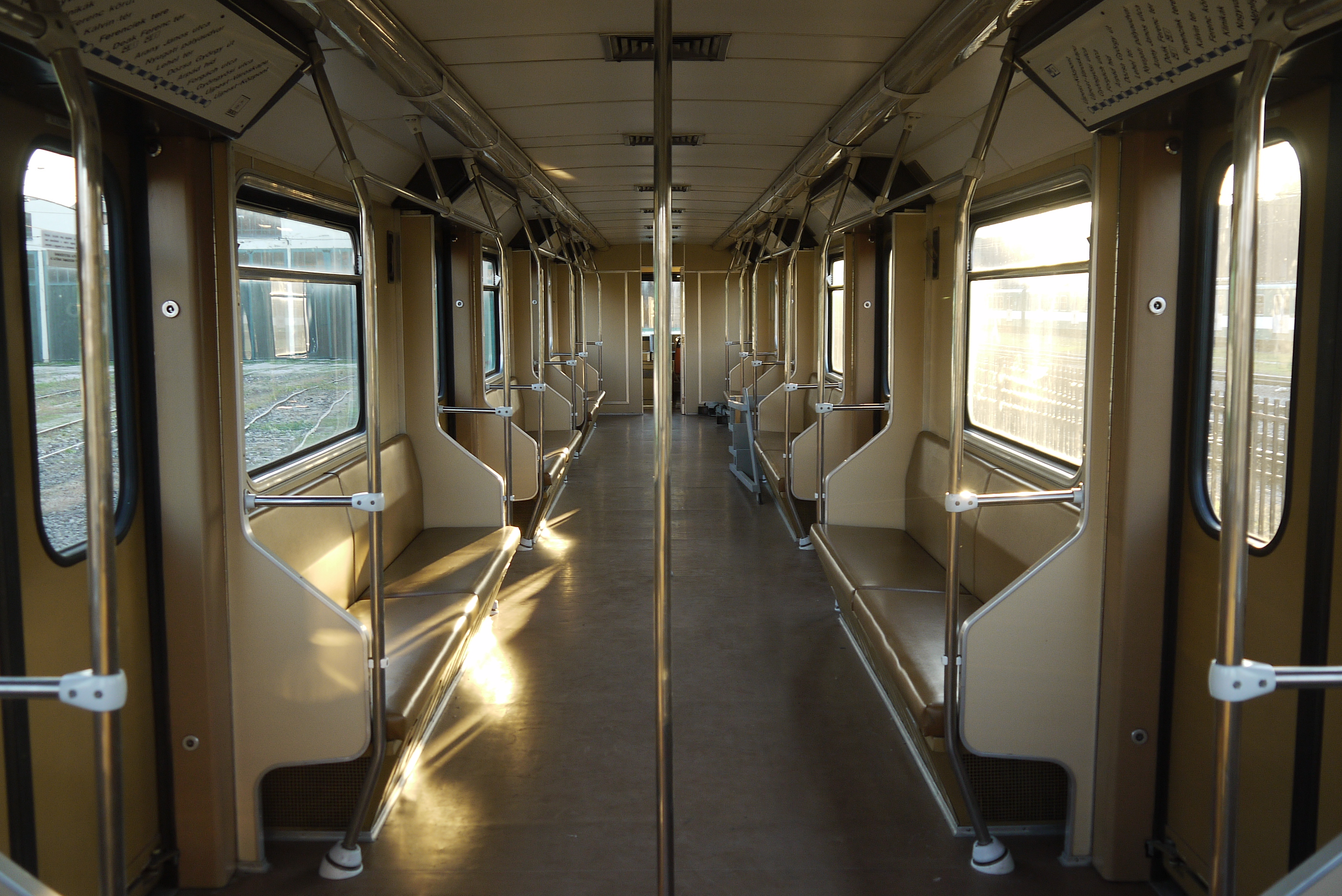
A 400-as kocsi utastere
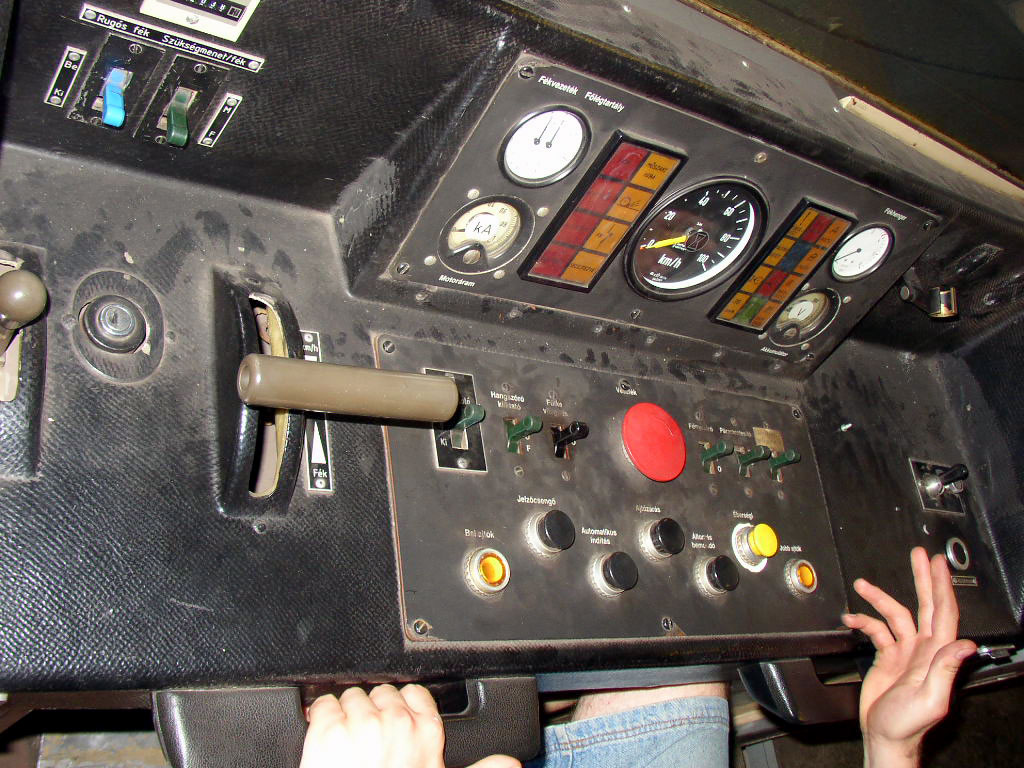
Műszerfal
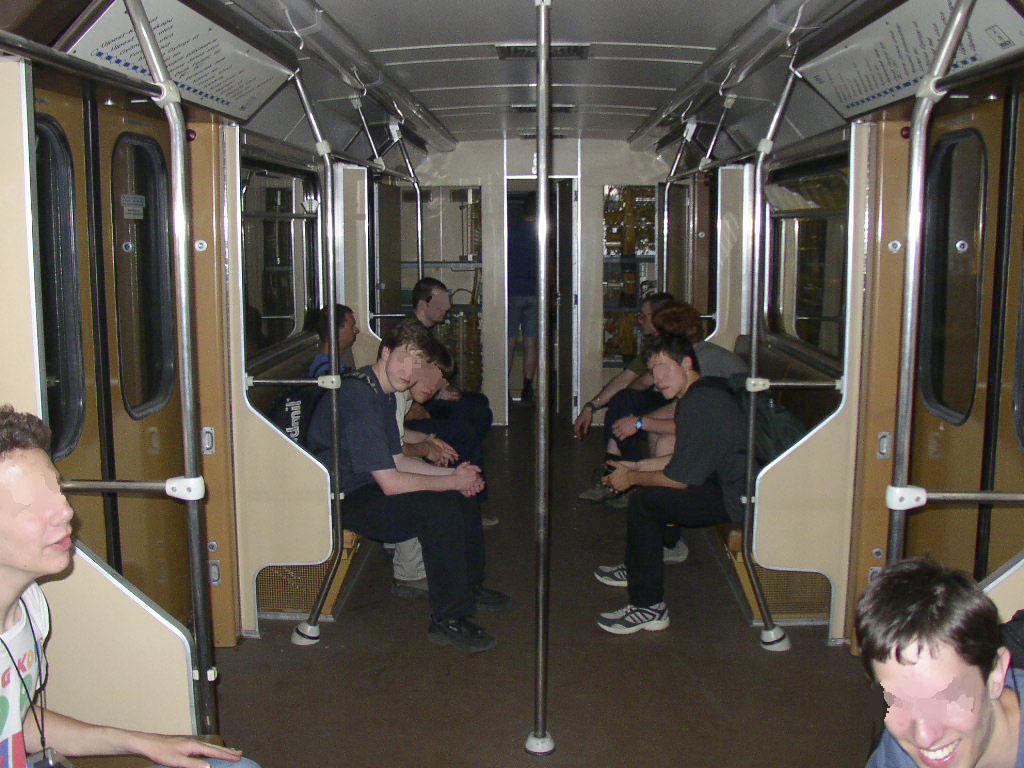
Utastér
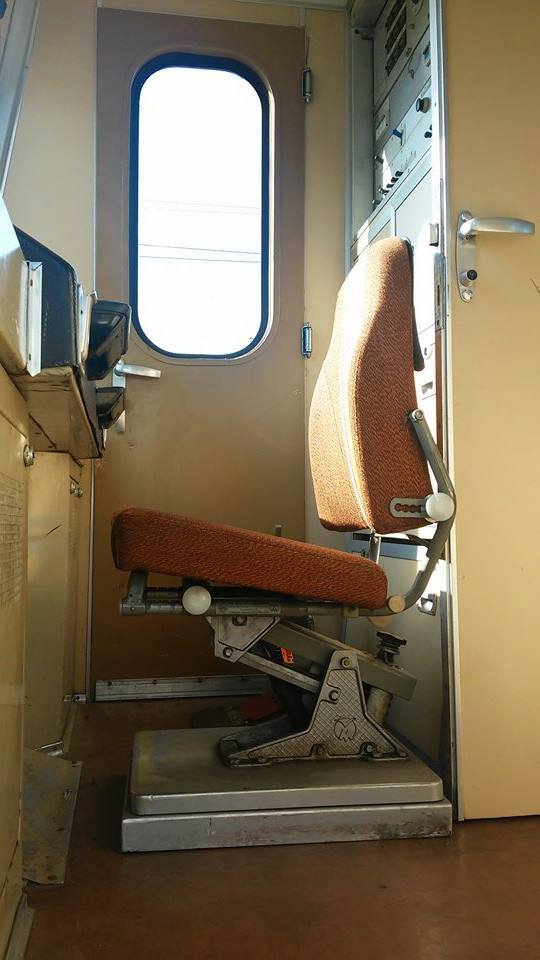
Vezetőfülke
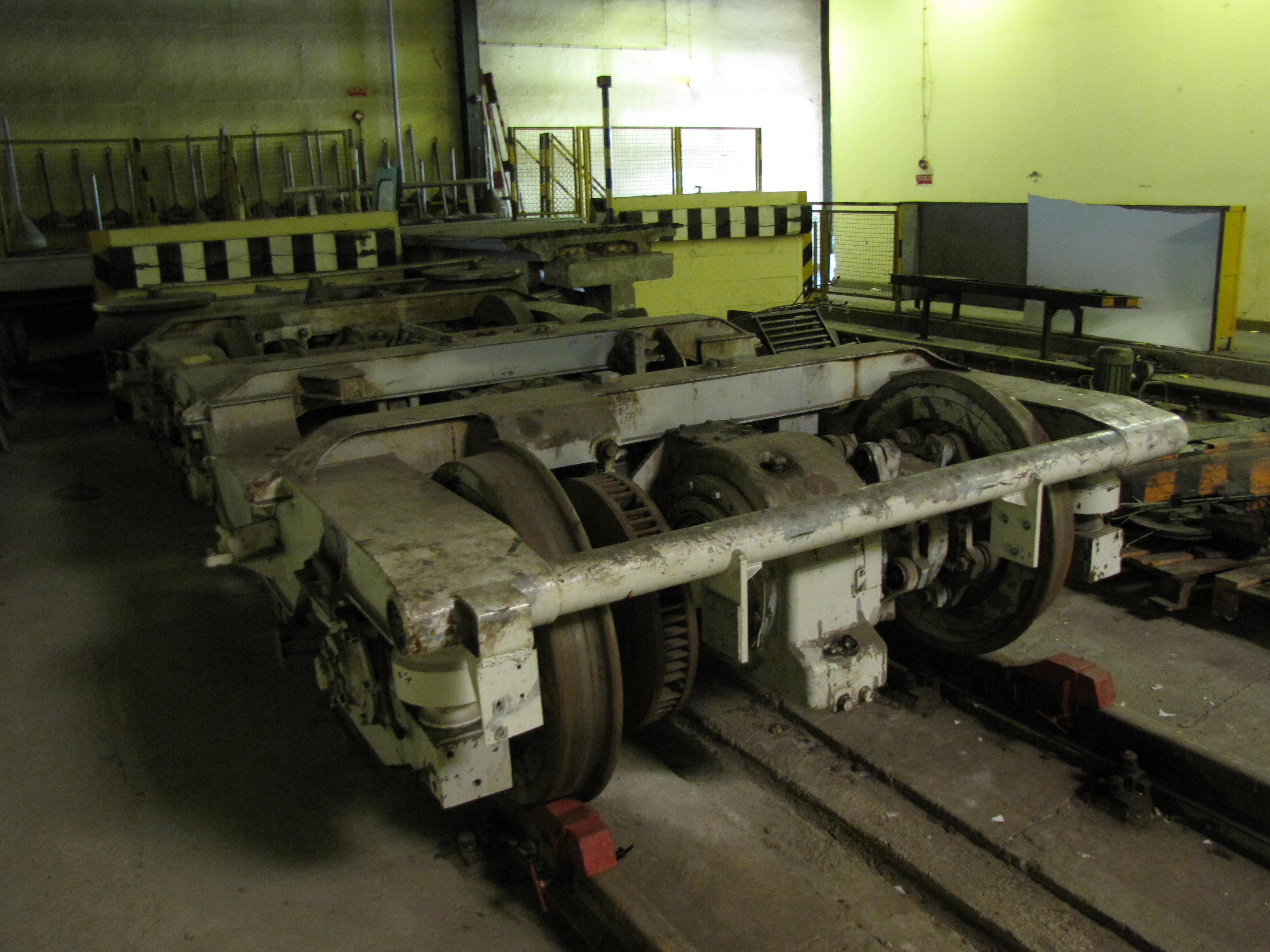
Forgóváz
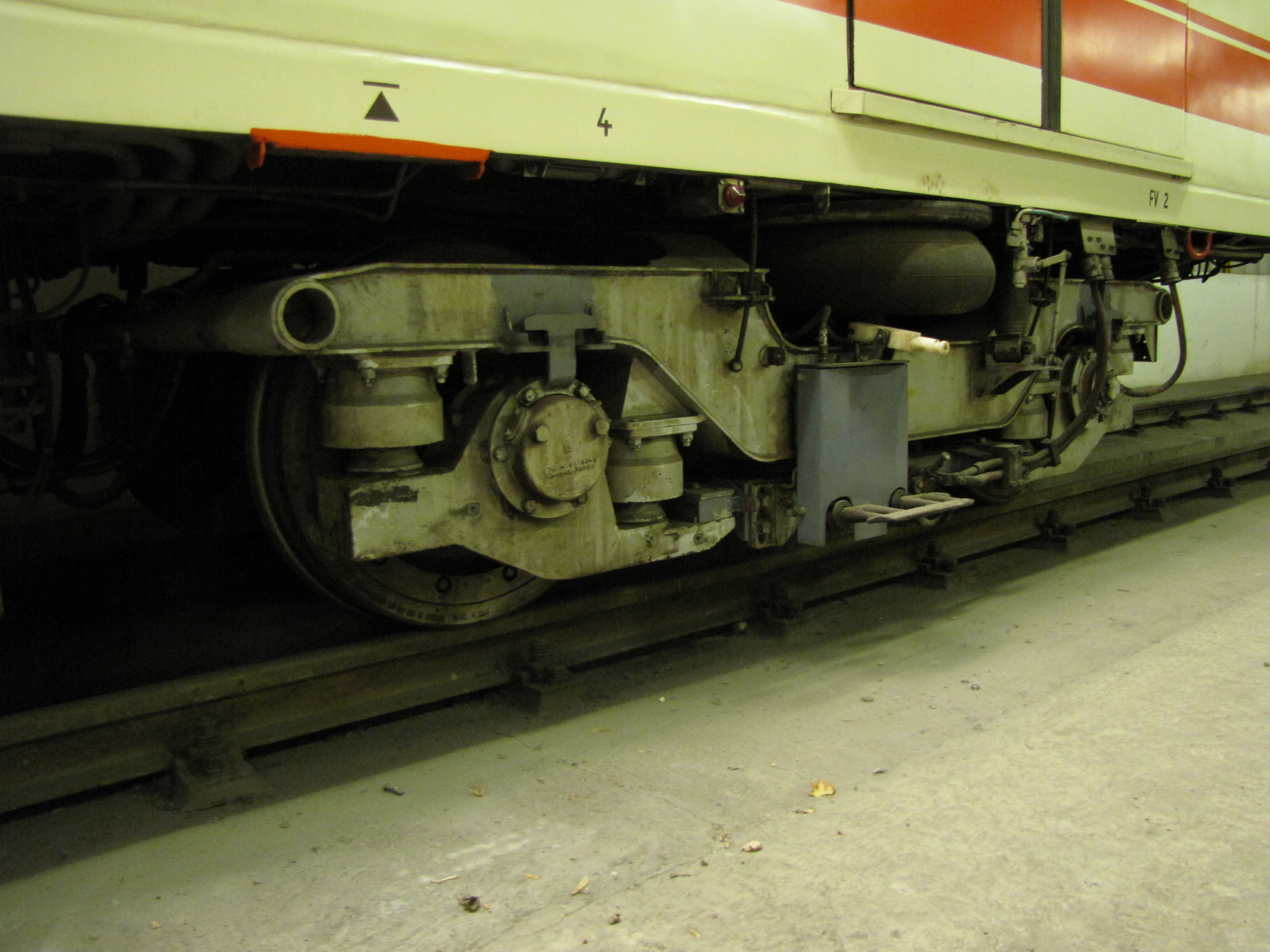
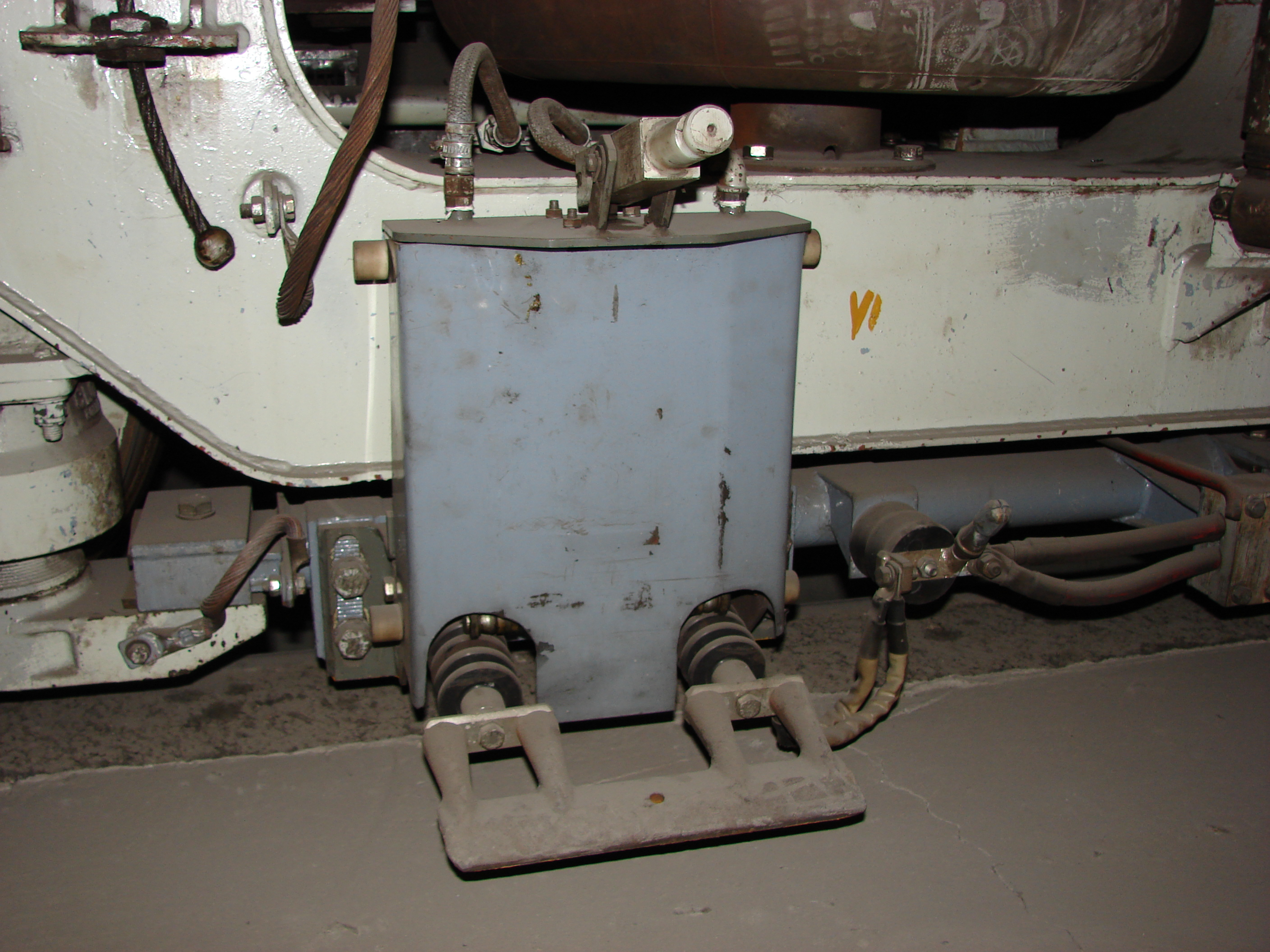
Áramszedő saru
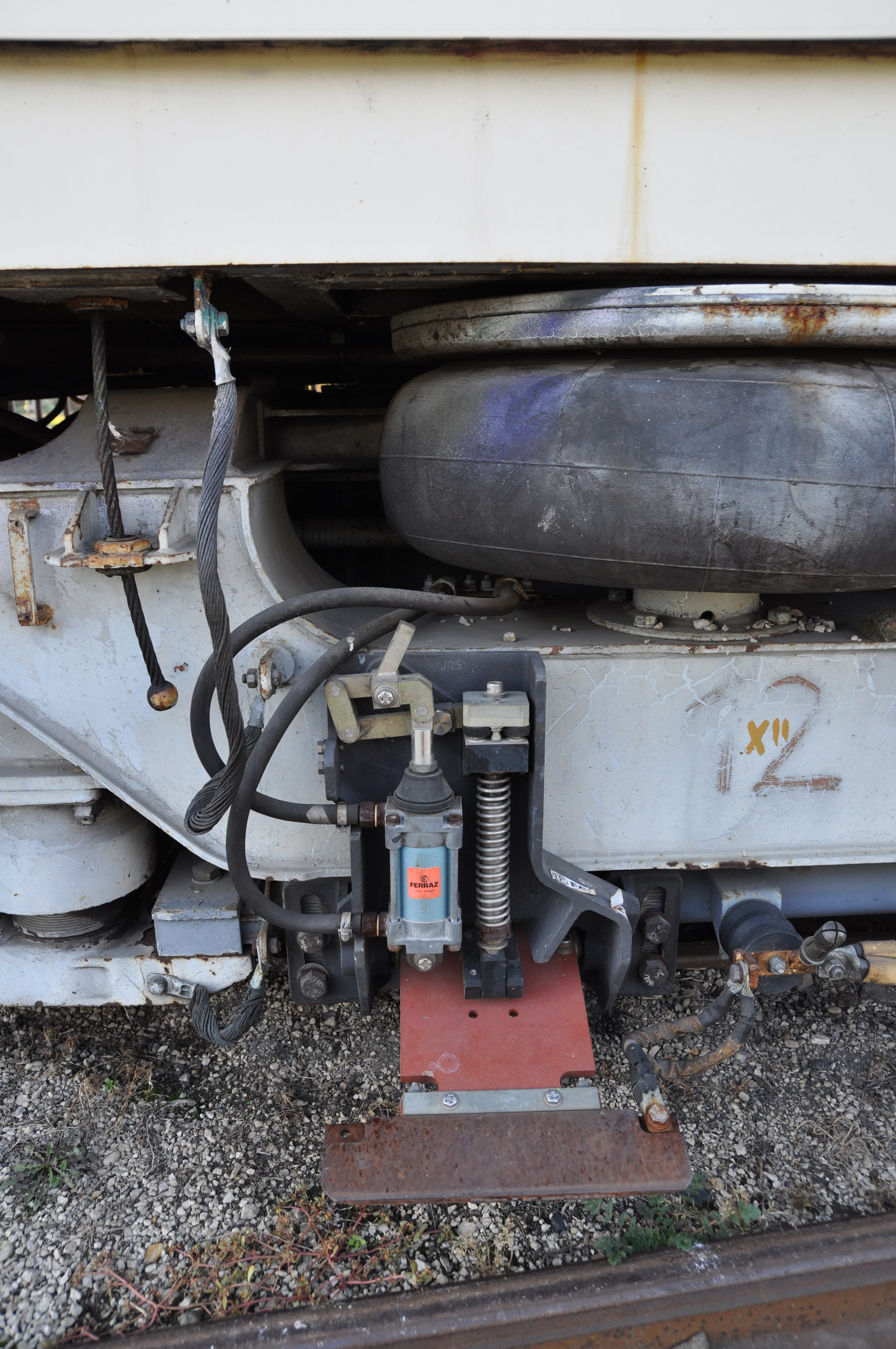
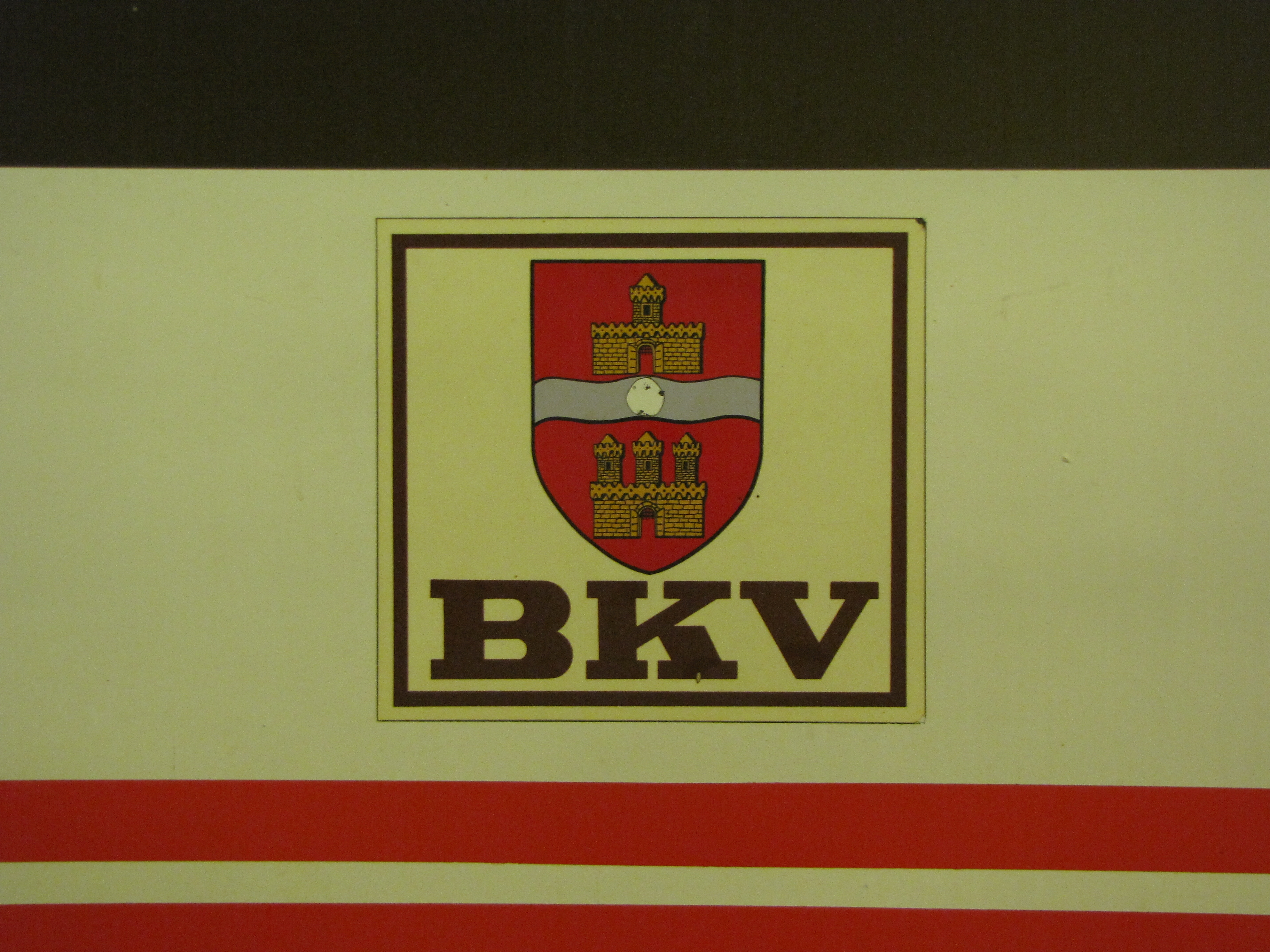
Jellegrajz
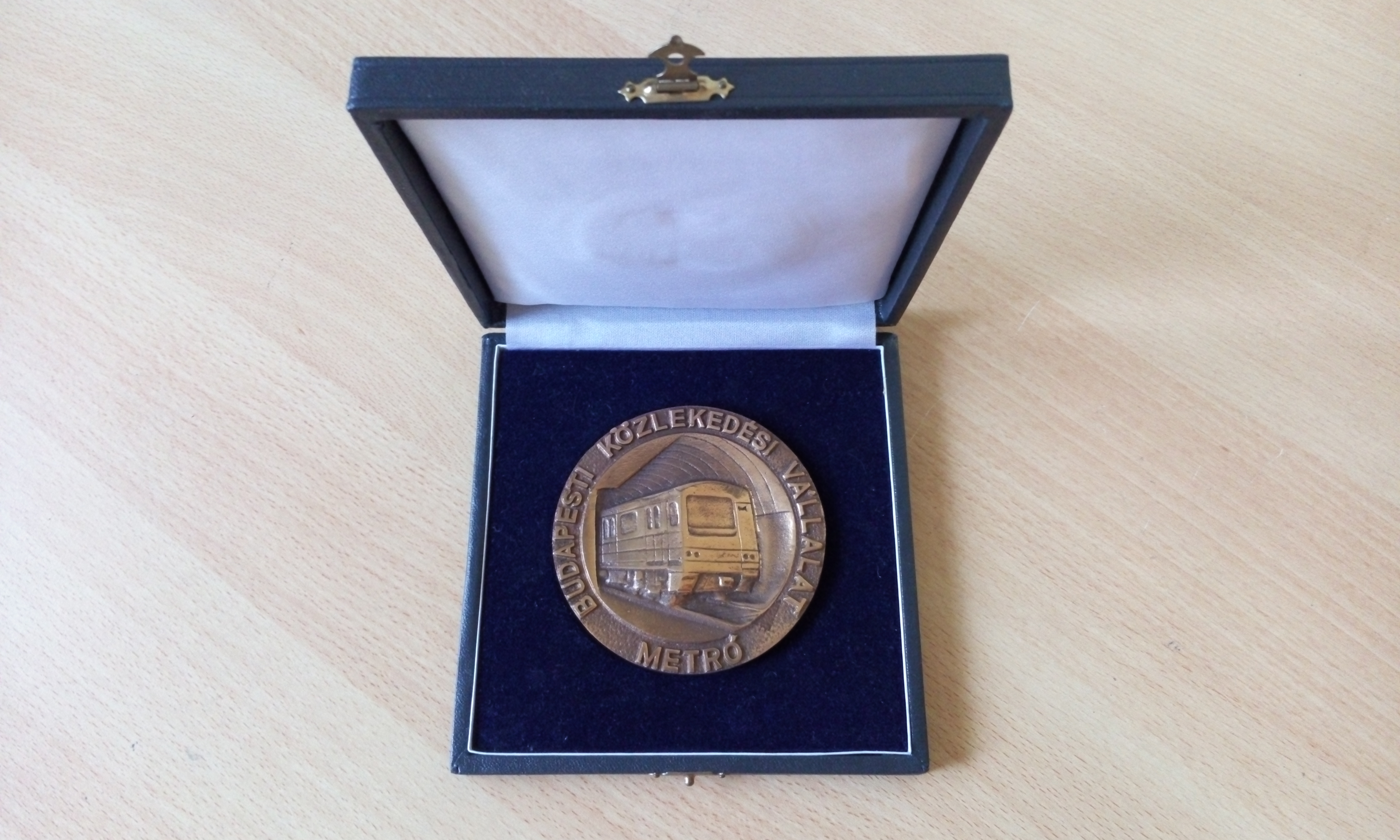
Emlékérem